# Syncomistes kimberleyensis
Syncomistes kimberleyensis és una espècie de peix pertanyent a la família dels terapòntids.

## Descripció
- Pot arribar a fer 20 cm de llargària màxima.[4][5]

## Alimentació
Menja principalment algues.

## Hàbitat
És un peix d'aigua dolça, bentopelàgic i de clima tropical (15°S-17°S).

## Distribució geogràfica
Es troba a la regió de Kimberley (Austràlia Occidental, Austràlia).

## Observacions
És inofensiu per als humans.